# Raso (Ares)
Raso (en gallego y oficialmente, O Raso) es una aldea española situada en la parroquia de Camouco, del municipio de Ares, en la provincia de La Coruña, Galicia.

## Demografía
| Gráfica de evolución demográfica de Raso entre 2000 y 2018 |
|                                                            |
| Datos según el nomenclátor publicado por el INE.           |